# Hellingly Hospital Railway

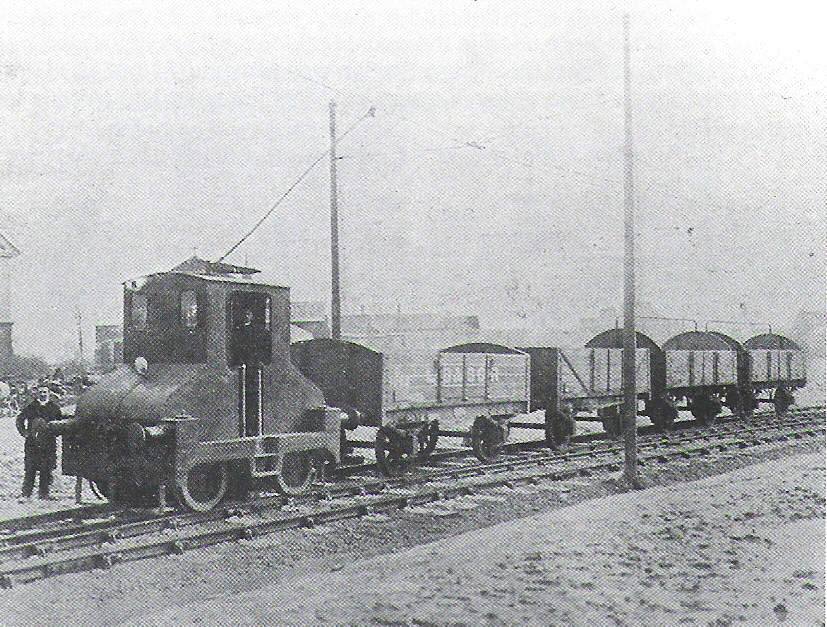
La locomotive électrique et ses wagons contenant du charbon sur la Hellingly Hospital Railway en 1906. Au moment de la fermeture de la ligne en 1959, il s'agissait de la plus ancienne locomotive électrique opérationnelle sur les îles Britanniques.

Le Hellingly Hospital Railway était un réseau ferré léger détenu et exploité par le Conseil du Comté du Sussex de l'Est. Il était utilisé pour la livraison de charbon et le transport de passagers à l'Hellingly Hospital, un hôpital psychiatrique situé près de Hailsham.

## Histoire
Le chemin de fer fut construit en 1899 et ouvrit aux passagers le 20 juillet 1903, après son électrification en 1902. Après l'unification des réseaux en 1923, le nombre de passagers déclina si fortement que les autorités de l'hôpital décidèrent de supprimer le transport de passagers sur la ligne pour raisons économiques. Le chemin de fer ferma totalement en 1959, y compris aux services de fret. Ceci résulte de la décision de l'hôpital de convertir ses chaudières de charbon vers l'huile, ce qui rendait ainsi la ligne inutile.